# Aula Magna (Universidad Central de Venezuela)
El Aula Magna de la Universidad Central de Venezuela se encuentra dentro de la Ciudad Universitaria de Caracas (la cual fue declarada Patrimonio Mundial de la Humanidad el 30 de noviembre de 2000 por el Comité de Patrimonio Mundial de la UNESCO) y es el auditorio más importante de esta casa de estudio debido a que es el auditorio de mayor aforo de la Ciudad Universitaria con una capacidad aproximada de 2700 personas (existen asientos removibles); siendo además el edificio principal del proyecto de Síntesis de las Artes llevado a cabo por el arquitecto Carlos Raúl Villanueva. En ella se han llevado a cabo eventos académicos, artísticos y políticos; algunos de ellos de gran importancia para el país y que han sido referencia histórica del acontecer nacional.
La responsabilidad de la construcción del Aula Magna fue concedida por la compañía “Christiani & Neilsen” y el contrato para su ejecución se celebró el 28 de noviembre de 1952, el cual establecía la culminación de los trabajos estructurales para el 31 de marzo de 1953, es decir, debía concluirse la obra en solo 4 meses. Efectivamente la obra fue culminada en marzo del 53, tal y como lo había exigido el general Marcos Pérez Jiménez. La sala fue bautizada y estrenada el 3 de diciembre de 1953 (en un pequeño acto eclesiástico y protocolario), pero quedó inaugurada oficialmente el 2 de marzo de 1954 con la apertura de la X Conferencia Iberoamericana de Jefes de Estado y Gobierno.

## El edificio

### Acústica

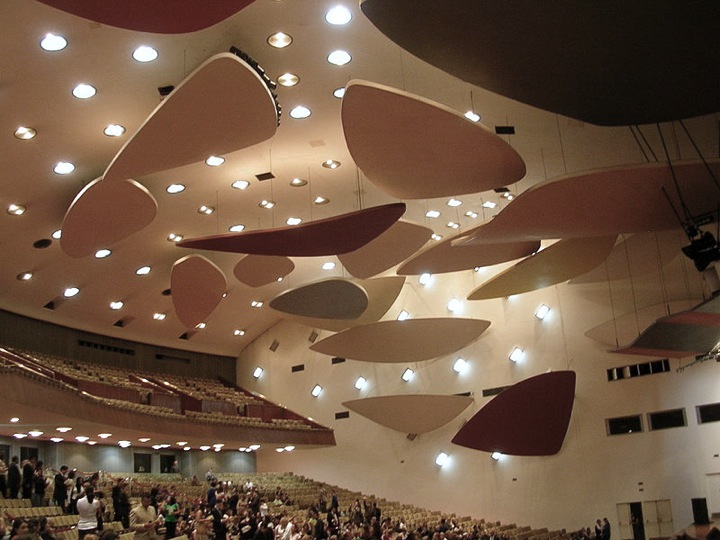
Las Nubes de Calder dentro del aula Magna de la Universidad Central de Venezuela

Este recinto universitario fue catalogado en la década de los ochenta como una de las cinco salas con mejor acústica del mundo, propiedad que aún conserva gracias a un sistema que combina la tecnología y el arte: las Nubes Flotantes del ingeniero y artista estadounidense Alexander Calder. Dichas estructuras fueron instaladas en el techo bajo la supervisión de la firma estadounidense Bolt, Beranek y Newman, mientras una orquesta tocaba en el escenario para calibrar la acústica de forma exacta.
A la cabeza del proyecto estaba Carlos Raúl Villanueva quien logró una gran síntesis entre requerimientos acústicos y visuales, incorporando las nubes flotantes de Calder. Es importante destacar esto.
En toda la Ciudad Universitaria de Caracas Villanueva incorporó frecuentemente elementos artísticos. A veces como acabados de fachada. En otros casos incorporó esculturas exentas y murales que dinamizan y organizan el espacio arquitectónico. 
La síntesis de las artes llega a su desarrolló culminante en el Aula Magna y en la Plaza Cubierta. 
La estructura estos paneles o nubes es una armazón de acero recubierto por una madera contra enchapada de 1/2 pulgada de espesor, el más grande tiene un área de 80 m² y un peso de 2,5 toneladas aproximadamente. En total son 31 paneles, 22 en el techo, 5 en la pared lateral derecha y 4 en la pared lateral izquierda. Dichos paneles habían sido construidos en las inmediaciones de Tierra de Nadie, espacio adyacente al edificio, siendo entonces introducidos a la sala por la parte posterior del escenario la cual no estaba terminada. Una vez dentro, unos cables metálicos de 3/8 elevaban y sostenían los paneles hasta el techo de la sala dándoles la inclinación y la altura necesaria de acuerdo al diseño y a lo estudiado. El techo real de la sala se encuentra 3 metros por encima del que se percibe desde abajo (que es de yeso), esto obedece básicamente a facilitar el arreglo y cambio de los sistemas de iluminación y los mecanismos de sostén y movimientos de las “nubes”.
Cabe destacar que las Nubes Flotantes no son el único elemento que ayuda a proporcionarle su característica calidad de sonido al Aula Magna. Dentro del auditorio la mayoría de los elementos y materiales están diseñados en pro de la acústica y la perdurabilidad. Uno de los ejemplos más interesante de lo anterior es el de las butacas que están forradas por lana de ovejas chilenas, tejida en Inglaterra con un cosido surcado, sistema mecánico retraíble y con agujereado posterior, siendo un diseño que les da la cualidad de contrarrestar las variaciones de sonido generadas por la ausencia de público en la sala. Otro elemento destacable es que todas las puertas de la sala son acústicas y dobles (internas y externas). En Patio las puertas internas son de metal agujereado y rellenas de un aislante, mientras que las externas son de madera, creando entre ambas una especie de vacío que evita la salida del sonido, e ingreso de ruido del exterior. En el Balcón es exactamente igual con la diferencia que ambas puertas –internas y externas- son de madera.
Incluso la alfombra original que recubría los pasillos de la sala estaba diseñada especialmente en pro de la acústica y perdurabilidad ante cualquier condición lógica, sin embargo tras años de desgaste constante no pudo ser reemplazada por una de iguales cualidades.

### Iluminación, Sonido y Aspectos Técnicos

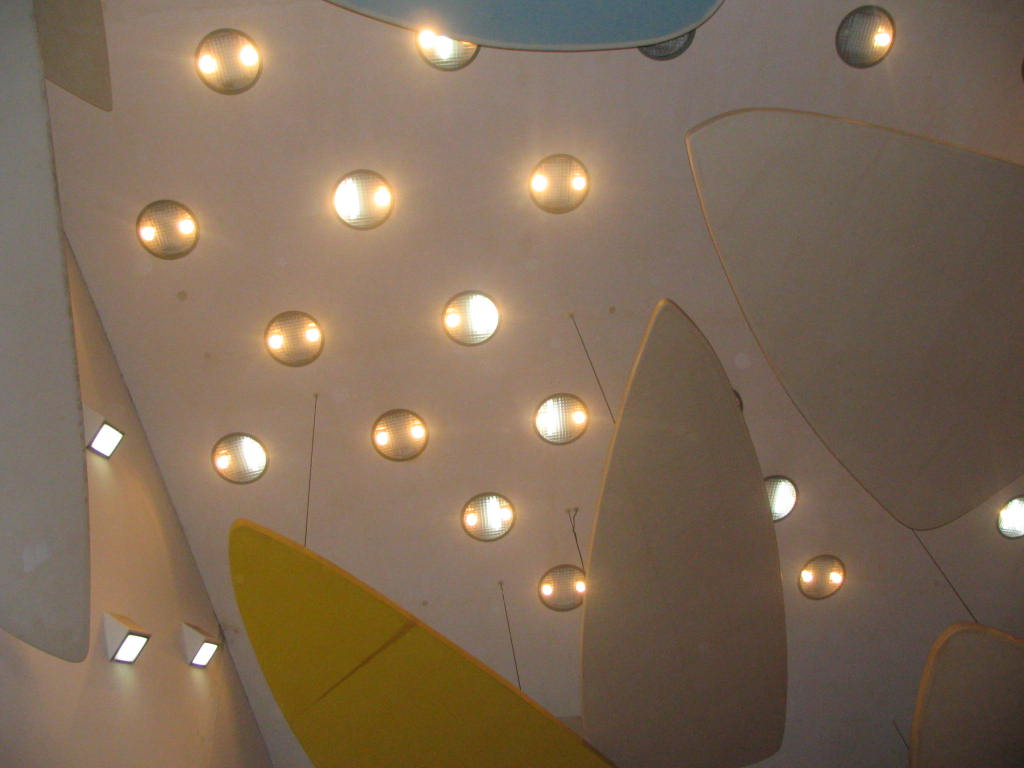
Detalle de las luces dentro del aula Magna de la Universidad Central de Venezuela

El sistema de iluminación es muy variado, cuenta con 2 sistemas de luces superiores o principales (incandescentes y fluorescentes), focos laterales de refuerzo y lámparas de emergencia. Además posee sistemas de iluminación alternos, bombillos sobre las nubes que iluminan el techo resaltando el color de los paneles y cuenta con una serie de instrumentos para la realización de eventos con efectos de iluminación: seguidores, reflectores, focos, proyectores, etc. Lo más interesante de la iluminación del Aula Magna es que la consola principal fue creada en Inglaterra, por un músico que adaptó el sistema de iluminación al teclado de un órgano. Al realizar diferentes combinaciones en las teclas de dicho órgano se logra crear todo un espectáculo de luces. De este tipo de sistema solo existen dos en el mundo, siendo el del Aula Magna el único que aún funciona; el otro de su tipo se encuentra exhibido en un museo de Londres.
El sistema principal de video, grabación y reproducción fue donado en 1991 por la República de Japón y la compañía Sony. La consola central de sonido fue comprada en 1997 y es de marca inglesa Arena.
En sus orígenes la sala contaba con un sistema de interpretación simultánea para eventos y conferencias especiales, el cual estaba disponible en diversos idiomas y accesible a cualquier persona desde su butaca con tan solo conectar unos audífonos a la parte frontal de los apoyabrazos. En la actualidad este sistema está descontinuado y de él solo quedan los rastros: unos carriles metálicos debajo de las butacas y unos cubículos con uso distinto al original.

### Estructura y Decoración

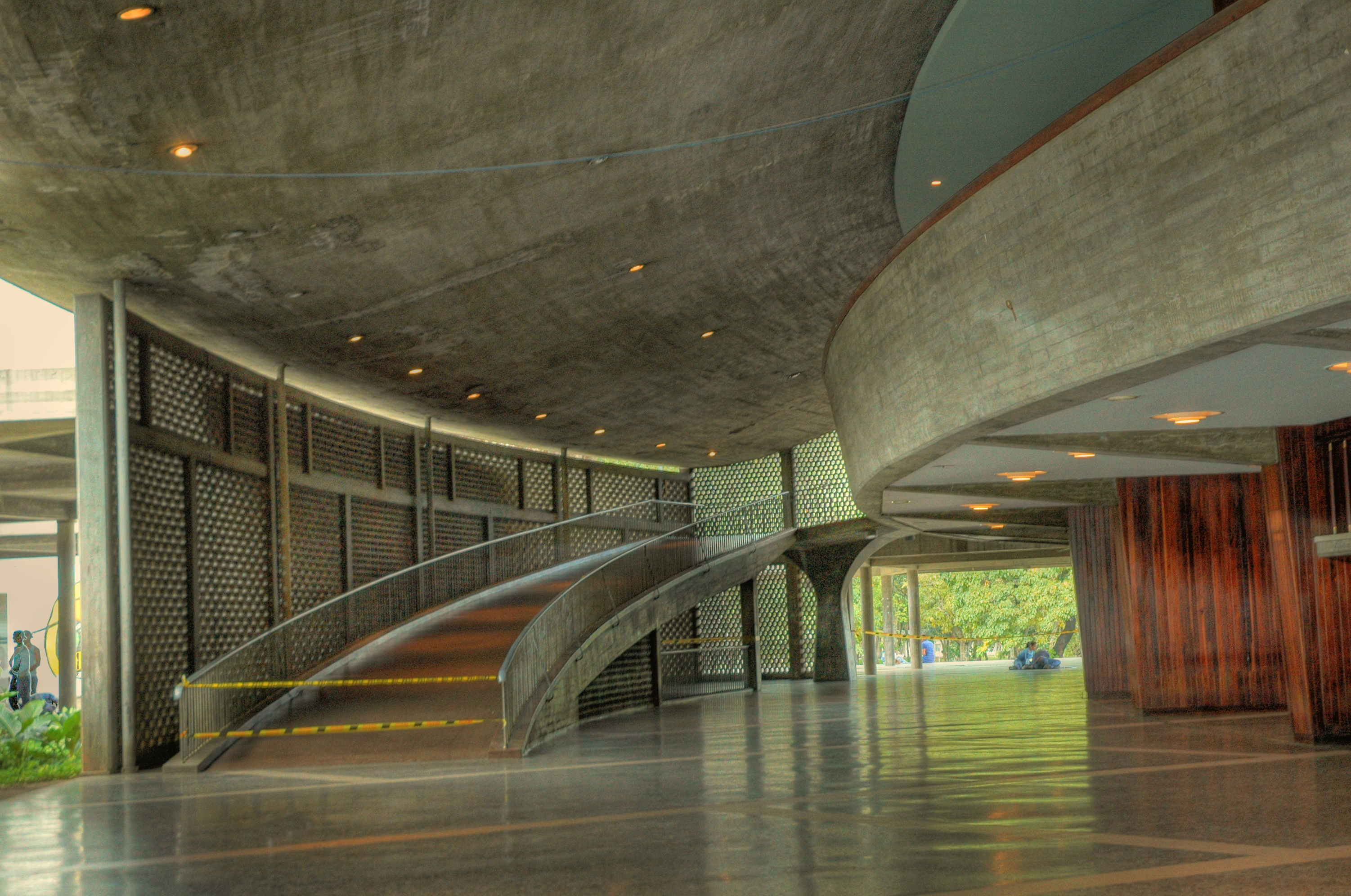
Pasillos del Aula Magna de la Universidad Central de Venezuela

El estilo arquitectónico del Aula Magna está inspirado en el clásico teatro Greco- Romano, con planta de ¼ de círculo y techo en forma de abanico. También incluye elementos innovadores para la época como el Balcón suspendido, un foso para orquesta, proscenio amplio y abierto, entre otras cosas.
El área de patio cuenta con 7 entradas principales, junto con dos salidas de emergencia posteriores, así como con 1722 asientos divididos en 6 bloques. Respecto al piso superior, se encuentra dividido en 3 balcones distribuidos de la siguiente manera: Balcón Lateral Izquierdo 391 butacas, Balcón Lateral Derecho 390 butacas y Balcón Central 193 (de las que 13 corresponden al Palco de Honor y están restringidas al público). Además, la sala cuenta con numerosos asientos removibles a conveniencia. 
Lamentablemente, si se toma en consideración el plan original, el Aula Magna nunca fue concluida. Este hecho es notable en algunos ejemplos como lo son las puertas que se encuentran suspendidas a los lados del escenario, que se elevarían por unos gatos hidráulicos. Así mismo, el espacio que hoy es la Galería de Arte estaba destinado a ser un lobby y contener los baños principales para el público de la sala.
En las adyacencias del edificio del Aula Magna se pueden apreciar numerosas obras de arte. En la plaza cubierta que la antecede se encuentra ubicada la escultura Pastor de Nubes, de Jean Arp. Además está rodeada por murales de Mateo Manaure, Victor Vasarely y Pascual Navarro, y diversas esculturas.

## Visitantes ilustres
- Igor Stravinsky visitó Venezuela en 1953 y 1962, en dos giras de conciertos, para dirigir la Orquesta Sinfónica de Venezuela.

- En 1959 se realizó la alocución de Fidel Castro en su primera visita a Venezuela.

- En 1984 Zhandra Rodríguez realizó una serie de presentaciones populares al frente del Ballet Nuevo Mundo de Caracas.

- Mstislav Rostropóvich, afamado director y chelista, interpretó en 1989 el Concierto en Do Mayor de Haydn, acompañado por la Orquesta Sinfónica de Venezuela.

- En 1988 el arpista clásico español Nicanor Zabaleta ofreció su única presentación en Venezuela, acompañado por la Orquesta Sinfónica Municipal de Caracas bajo la batuta de Carlos Riazuelo.

- En 1987 el mimo Marcel Marceau presentó su espectáculo teatral y poético.

- La Orquesta Sinfónica de Moscú ofreció en 1988 un concierto dirigido por Verónica Dudarova, con la pianista Tatiana Fedkina actuando como solista.

- Otras destacadas personalidades que se han presentado en el Aula Magna son: Montserrat Caballé, Leonid Kogan, Henryk Szeryng, Jean-Pierre Rampal, Uto Ughi, los Niños Cantores de Viena, Pablo Neruda, Antonia San Juan, Judith Jaimes, el sexteto de jazz de Paul Winter, las agrupaciones musicales Madredeus, Quinteto Contrapunto, Serenata Guayanesa y Jarabe de Palo, y los cantantes populares Fito Páez, Luis Alberto Spinetta, Charly García, Gerry Weil, Les Luthiers, Facundo Cabral. Adrian Belew, Zucchero, Bernard Lavilliers, Alberto Cortez, Soledad Bravo, Yordano, Ilan Chester, Niña Pastori, Jorge Drexler, Alí Primera, Louis Armstrong y Chenoa.